# Гіґінсон (Арканзас)
Гіґінсон (англ. Higginson) — місто (англ. town) в США, в окрузі Вайт штату Арканзас. Населення — 705 осіб (2020).

## Географія
Гіґінсон розташований на висоті 67 метрів над рівнем моря за координатами 35°11′44″ пн. ш. 91°42′52″ зх. д. / 35.19556° пн. ш. 91.71444° зх. д. (35.195619, -91.714369).  За даними Бюро перепису населення США в 2010 році місто мало площу 2,43 км², уся площа — суходіл.

## Демографія
Згідно з переписом 2010 року, у місті мешкала 621 особа в 224 домогосподарствах у складі 172 родин. Густота населення становила 255 осіб/км².  Було 255 помешкань (105/км²). 
Расовий склад населення:
| - 89,0 % — білих - 1,8 % — чорних або афроамериканців - 1,0 % — азіатів - 0,5 % — корінних американців - 5,2 % — осіб інших рас |

До двох чи більше рас належало 2,6 %. Іспаномовні складали 7,2 % від усіх жителів.
За віковим діапазоном населення розподілялося таким чином: 31,1 % — особи молодші 18 років, 59,2 % — особи у віці 18—64 років, 9,7 % — особи у віці 65 років та старші. Медіана віку мешканця становила 31,0 року. На 100 осіб жіночої статі у місті припадало 94,7 чоловіків;  на 100 жінок у віці від 18 років та старших — 97,2 чоловіків також старших 18 років.
Середній дохід на одне домашнє господарство  становив 57 265 доларів США (медіана — 48 350), а середній дохід на одну сім'ю — 58 193 долари (медіана — 49 050). Медіана доходів становила 40 556 доларів для чоловіків та 26 324 долари для жінок. За межею бідності перебувало 2,4 % осіб, у тому числі 4,3 % дітей у віці до 18 років та 0,0 % осіб у віці 65 років та старших.
Цивільне працевлаштоване населення становило 361 осіб. Основні галузі зайнятості: освіта, охорона здоров'я та соціальна допомога — 23,5 %, роздрібна торгівля — 12,5 %, транспорт — 11,9 %, виробництво — 11,4 %.
За даними перепису населення 2000 року в Гіґінсоні проживало 378 осіб, 103 родини, налічувалося 145 домашніх господарств і 165 житлових будинків. Середня густота населення становила близько 189 осіб на один квадратний кілометр. Расовий склад Гіґінсона за даними перепису розподілився таким чином: 97,35 % білих, 0,26 % — корінних американців, 0,26 % — азіатів, 2,12 % — представників змішаних рас.
Іспаномовні склали 1,85 % від усіх жителів міста.
З 145 домашніх господарств в 31,0 % — виховували дітей віком до 18 років, 59,3 % представляли собою подружні пари, які спільно проживали, в 7,6 % сімей жінки проживали без чоловіків, 28,3 % не мали сімей. 20,0 % від загального числа сімей на момент перепису жили самостійно, при цьому 4,8 % склали самотні літні люди у віці 65 років та старше. Середній розмір домашнього господарства склав 2,61 особи, а середній розмір родини — 3,06 особи.
Населення міста за віковим діапазоном за даними перепису 2000 року розподілилося таким чином: 25,4 % — жителі молодше 18 років, 11,1 % — між 18 і 24 роками, 28,8 % — від 25 до 44 років, 27,0 % — від 45 до 64 років і 7,7 % — у віці 65 років та старше. Середній вік мешканця склав 34 роки. На кожні 100 жінок в Гіґінсоні припадало 95,9 чоловіків, у віці від 18 років та старше — 101,4 чоловіків також старше 18 років.
Середній дохід на одне домашнє господарство в місті склав 25 114 доларів США, а середній дохід на одну сім'ю — 29 250 доларів. При цьому чоловіки мали середній дохід в 26 750 доларів США на рік проти 17 344 долара середньорічного доходу у жінок. Дохід на душу населення в місті склав 11 568 доларів на рік. 13,7 % від усього числа сімей в окрузі і 18,2 % від усієї чисельності населення перебувало на момент перепису населення за межею бідності, при цьому 28,8 % з них були молодші 18 років і 20,0 % — у віці 65 років та старше.